# اچ‌دی ۸۹۵
اچ‌دی ۸۹۵ یک ستاره است که در صورت فلکی آندرومدا قرار دارد.